# Луковит (община)
Община Луковит се намира в Северна България и е една от съставните общини на област Ловеч.

## География

### Географско положение, граници, големина
Общината е разположена в северозападната част на област Ловеч. С площта си от 453,408 km2 заема 5-о място сред 8-те общините на областта, което съставлява 10,98% от територията на областта. Границите ѝ са следните:
- на изток – община Угърчин;
- на юг – община Тетевен и община Ябланица;
- на запад – община Роман, област Враца;
- на север – община Червен бряг и община Долни Дъбник, Област Плевен;
- на североизток – община Плевен, Област Плевен.

### Природни ресурси

#### Релеф
Преобладаващият релеф на общината е хълмистият. Територията ѝ попада в пределите на Западния и Средния Предбалкан.
С изключение на районите разположени източно от долината на река Вит останалата част на община Луковит е заета от т.нар. Карлуковска хълмиста област, простираща се между долината на река Искър на запад, долината на река Вит на изток и Източна Батулска река (ляв приток на река Златна Панега) на юг. През средата на областта, в т.ч. и през общинския център град Луковит, от юг на север протича река Златна Панега. В югозападния ъгъл на общината, югозападно от село Беленци се намира най-високата ѝ точка 529 m н.в.
Източно от долината на река Вит се простират крайните западни части на ниските Угърчински височини с най-висока точка 375 m, разположена югоизточно от село Торос.
Минималната кота на община Луковит от 110 m н.в. и се намира в коритото на река Златна Панега, северно от град Луковит.

### Води
През западната част на общината протича река Искър на протежение около 9 – 10 km с част от долното си течение. Тук реката образува забележителния Карлуковски пролом, който почти изцяло попада в пределите на общината. Склоновете на пролома са стъмни, на места отвесни осеяни с множество ниши и пещери – Темната дупка, Хайдушката пещера и др. Тук на десния отвесен бряг на реката, северно от село Карлуково е изграден и функционира Националния пещерен дом.
От юг на север, през средата на общината с почти цялото си течение протича пълноводната река Златна Панега (десен приток на Искър).
Източните части на община Луковит се отводняват от река Вит, която преминава през нея с част от средното си течение. Тя протича между Карлуковската хълмиста област на запад и Угърчинските височини на изток в дълбока, на места каньоновидна долина. При село Бежаново отдясно в нея се влива най-големият ѝ приток река Каменица, заедно със своя десен приток Катунецка река.

## Население

### Етнически състав (2011)
Численост и дял на етническите групи според преброяването на населението през 2011 г.:
|                     | Численост | Дял (в %) |
| Общо                | 18 125    | 100,00    |
| Българи             | 13 302    | 73,39     |
| Турци               | 516       | 2,85      |
| Цигани              | 2 776     | 15,32     |
| Други               | 56        | 0,31      |
| Не се самоопределят | 117       | 0,65      |
| Неотговорили        | 1358      | 7,49      |

### Населени места
Има 12 населени места с общо население 16 371 жители към 15 декември 2023 г.
| Населено място | Население (2023 г.) | Площ на землището km2 | Забележка (старо име) | Населено място | Население (2023 г.) | Площ на землището km2 | Забележка (старо име)           |
| -------------- | ------------------- | --------------------- | --------------------- | -------------- | ------------------- | --------------------- | ------------------------------- |
| Бежаново       | 1208                | 60,937                |                       | Петревене      | 579                 | 17,823                |                                 |
| Беленци        | 388                 | 25,705                |                       | Пещерна        | 52                  | 5,992                 |                                 |
| Дерманци       | 1978                | 60,533                |                       | Румянцево      | 636                 | 27,277                | Блъсничево                      |
| Дъбен          | 61                  | 13,211                |                       | Тодоричене     | 332                 | 30,502                |                                 |
| Карлуково      | 553                 | 36,026                |                       | Торос          | 1252                | 42,497                | Лазар Станево                   |
| Луковит        | 8750                | 89,115                | Горни Луковит         | Ъглен          | 582                 | 43,790                |                                 |
|                |                     |                       |                       | ОБЩО           | 16371               | 453,408               | няма населени места без землища |

## Административно-териториални промени
- Указ № 263/обн. 02.12.1898 г. – преименува с. Горни Луковит на с. Луковит и го признава за гр. Луковит;
- МЗ № 8866/обн. 5 януари 1948 г. – преименува с. Блъсничево на с. Румянцево;
- Указ № 506/обн. 1 януари 1954 г. – преименува с. Торос на с. Лазар Станево;
- Указ № 463/обн. 02.07.1965 г. – заличава колиби Бели камък, Беровци и Под зъба поради изселване;
- Указ № 3005/обн. 09.10.1987 г. – закрива община Дерманци и присъединява включените в състава ѝ населени места към община Луковит;
- Указ № 306/обн. 11.10.1991 г. – възстановява старото име на с. Лазар Станево на с. Торос.

## Транспорт
През територията на общината преминават два участъка от Железопътната мрежа на България:
- в западната част, по долината на река Искър, през Карлуковския пролом участък от 7,6 km от трасето на жп линията София – Горна Оряховица – Варна;
- от север на юг, по долината на река Златна Панега – участък от 19 km от трасето на жп линията Червен бряг – Златна Панега.

През общината преминават частично 6 пътя от Републиканската пътна мрежа на България с обща дължина 88,4 km:
- участък от 15,4 km от Републикански път I-3 (от km 134,4 до km 149,8);
- участък от 22,3 km от Републикански път III-305 (от km 26,1 до km 48,4);
- началният участък от 5,4 km от Републикански път III-306 (от km 0 до km 5,4);
- началният участък от 20,3 km от Републикански път III-307 (от km 0 до km 20,3);
- началният участък от 11 km от Републикански път III-3008 (от km 0 до km 11,0);
- последният участък от 14 km от Републикански път III-3502 (от km 23,2 до km 37,2).

## Топографска карта
- Лист от карта K-35-25. Мащаб: 1 : 100 000.